# 691 г. пр.н.е.

## Събития

### В Асирия
- Цар на Асирия е Сенахериб (705 – 681 пр.н.е.).[1]
- Продължава конфликта с вавилонците и еламитското царство. Асирийската войска настъпва на юг и при река Тигър се среща с обединена войска на вавилонци и еламити. Двете противостоящи сили влизат в сражение известно като Битката при Халуле, която завършва без решителен резултат като и двете страни претендират за успех.[2]
- Въпреки неясния резултат от сражението при Халуле, асирийците скоро отново подлагат Вавилония под тежък натиск.[2]
- Междувременно след битката бурните асирийски отношения с Елам, който дотогава оказва важна подкрепа на вавилонците, навлизат в дълга фаза на стабилизиране и подобряване от 690 пр.н.е. до 665 пр.н.е.[3]
- Асирийците завършват строителство на ранен образец на акведукт, който снабдява с прясна вода столицата Ниневия. Съоръжението е построено от най-малко 2 милиона варовикови блока, а най-впечатляващата му част е мост с дължина 300 метра, ширина 20 метра и височина 10 метра, който прекосява една от долините по пътя му.[4]

### В Елам
- Цар на Елам е Хума-Менану III(692 – 688 пр.н.е).[5]